# Oreophryne celebensis
Espèce
Synonymes
- Sphenophryne celebensis Müller, 1894

Statut de conservation UICN

 VU B1ab(iii) : Vulnérable
Oreophryne celebensis est une espèce d'amphibiens de la famille des Microhylidae.

## Répartition
Cette espèce est endémique du Nord de l'île de Sulawesi en Indonésie où elle se rencontre aux altitudes supérieures à 1 000 m,.

## Étymologie
Son nom d'espèce, composé de celeb[es] et du suffixe latin -ensis, « qui vit dans, qui habite », lui a été donné en référence au lieu de sa découverte les Célèbes, l'ancien nom de Sulawesi.

## Publication originale
- Müller, 1895 "1894" : Reptilien und Amphibien aus Celebes. Verhandlungen der Naturforschenden Gesellschaft in Basel, vol. 10, n. 3, p. 825-843 (texte intégral).